# Émeutes de 1969 en Irlande du Nord
Du 12 au 16 août 1969, l'Irlande du Nord a connu une flambée de violence politique et sectaire, souvent considérée comme le début du conflit de trente ans connu sous le nom de "Troubles". Des violences sporadiques s'étaient produites tout au long de l'année dans le cadre de la campagne pour les droits civiques en Irlande du Nord, qui exigeait la fin de la discrimination à l'encontre des catholiques et des nationalistes irlandais. Les marches pour les droits civiques ont été attaquées par des loyalistes protestants et les manifestants se sont souvent heurtés à la Police royale de l'Ulster (RUC), la force de police très majoritairement protestante.
Le 12 août, la bataille du Bogside éclate à Derry : trois jours d'affrontements féroces entre la RUC et des milliers d'habitants catholiques/nationalistes du quartier du Bogside. Les habitants assiégés construisent des barricades, installent des postes de secours et des ateliers de fabrication de cocktails molotov. Pour la première fois dans l'histoire du Royaume-Uni, la police tire du gaz CS sur les émeutiers. En soutien aux Bogsiders, le 13 août, des catholiques et des nationalistes ont organisé des manifestations ailleurs en Irlande du Nord, dont certaines ont donné lieu à des violences. Les affrontements les plus sanglants ont eu lieu à Belfast, où sept personnes ont été tuées et des centaines blessées, dont cinq civils catholiques abattus par la police. Les manifestants se sont heurtés à la fois à la police et aux loyalistes, qui ont attaqué les quartiers catholiques. Des dizaines de maisons et de commerces ont été incendiés, la plupart appartenant à des catholiques, et des milliers de familles, pour la plupart catholiques, ont été chassées de chez elles. Dans certains cas, la police a aidé les loyalistes et n'a pas protégé les quartiers catholiques. Certains y ont vu une tentative de pogrom contre la minorité catholique. Des paramilitaires républicains et loyalistes ont été impliqués dans les affrontements,,. Des affrontements entre manifestants et policiers ont également eu lieu à Armagh, où un manifestant a été tué par la police, ainsi qu'à Dungannon et Newry.
L'armée britannique a été déployée pour rétablir l'ordre le 14 août, marquant le début de l'opération Banner, qui a duré 37 ans, et des lignes de paix ont été établies pour séparer les districts catholiques et protestants. Le gouvernement de la république d'Irlande a mis en place des hôpitaux de campagne et des centres de réfugiés près de la frontière irlandaise, et a demandé l'envoi d'une force de maintien de la paix des Nations unies en Irlande du Nord. Le gouvernement britannique a mené une enquête sur les émeutes et la force de police de réserve a été dissoute. Les émeutes ont conduit à la formation de l'Armée républicaine irlandaise provisoire et de l'Armée républicaine irlandaise officielle. Elles ont également entraîné le développement de groupes paramilitaires loyalistes tels que l'Ulster Volunteer Force (UVF).

## Contexte
L'Irlande du Nord a été déstabilisée en 1968 par des émeutes sporadiques résultant de la campagne de l'Association nord-irlandaise pour les droits civiques (NICRA) et de la réaction de la police et des loyalistes à cette campagne. La campagne pour les droits civiques exigeait la fin de la discrimination à l'encontre des catholiques en matière de droit de vote, de logement et d'emploi. La NICRA s'est heurtée à l'opposition des loyalistes, menés principalement par Ian Paisley[citation nécessaire].
Au cours de l'été 1969, la Commission internationale de juristes (CIJ) a publié un rapport très critique qui "reprochait au gouvernement d'Irlande du Nord des violences policières, une discrimination religieuse [à l'encontre des catholiques] et un gerrymandering politique". Le secrétaire général de la CIJ a déclaré que les lois et les conditions en vigueur en Irlande du Nord avaient été citées par le gouvernement sud-africain pour justifier son système d'apartheid. Le Times a rapporté que l'Ulster Special Constabulary (B-Specials), la force de police de réserve d'Irlande du Nord, était "considérée comme la branche militante de l'Ordre d'Orange protestant". Le Belfast Telegraph a rapporté que la CIJ avait ajouté l'Irlande du Nord à la liste des États/juridictions "où la protection des droits de l'homme n'est pas suffisamment assurée".

### Évènements qui ont conduit aux émeutes du mois d'août
La première confrontation majeure entre les militants catholiques des droits civiques et la Royal Ulster Constabulary (RUC), la police nord-irlandaise à majorité protestante, a eu lieu à Derry le 5 octobre 1968, lorsqu'une marche de la NICRA a reçu un coup de matraque de la part de la RUC. Troublé par la perspective de violences majeures, le premier ministre d'Irlande du Nord, Terence O'Neill, a promis des réformes en échange d'une "trêve", en vertu de laquelle aucune autre manifestation ne serait organisée[citation nécessaire].
Malgré ces promesses, en janvier 1969, la Démocratie populaire, un groupe de gauche, organise une marche antigouvernementale de Belfast à Derry. Les loyalistes, y compris des membres des B-Specials qui n'étaient pas en service, ont attaqué les marcheurs, notamment à Burntollet Bridge, à l'extérieur de Derry. La RUC n'a pas réussi à protéger les marcheurs de manière adéquate. Cette action, et l'entrée ultérieure de la RUC dans le quartier majoritairement catholique du Bogside à Derry, ont provoqué de graves émeutes dans la ville.
En mars et avril 1969, six attentats à la bombe ont été perpétrés contre des infrastructures électriques et hydrauliques, provoquant des pannes de courant et des pénuries d'eau. Dans un premier temps, ces attentats ont été imputés à l'Armée républicaine irlandaise (IRA), mais il s'est avéré par la suite que les loyalistes Ulster Protestant Volunteers (UPV) et Ulster Volunteer Force (UVF) les avaient perpétrés dans le but d'impliquer l'IRA, de déstabiliser le gouvernement d'Irlande du Nord et de mettre un terme aux réformes promises par O'Neill.
La réforme a progressé au cours du premier semestre de 1969. Le 23 avril, les membres du parti unioniste d'Ulster (UUP) du parlement d'Irlande du Nord ont voté par 28 voix contre 22 en faveur de l'introduction du suffrage universel pour les élections locales en Irlande du Nord. L'appel à "un homme, une voix" avait été l'une des principales revendications du mouvement pour les droits civiques. Cinq jours plus tard, O'Neill démissionne de ses fonctions de leader de l'UUP et de Premier ministre, remplacé dans ces deux fonctions par James Chichester-Clark. Bien qu'il ait démissionné pour protester contre l'introduction du suffrage universel au niveau local, Chichester-Clark annonce qu'il poursuivra les réformes entamées par O'Neill.
La violence dans les rues a cependant continué à s'intensifier. Le 19 avril, de graves émeutes ont éclaté dans le Bogside à la suite d'affrontements entre les manifestants de la NICRA et la RUC. Un catholique, Samuel Devenny, a été sévèrement battu par la RUC et a succombé à ses blessures,. Le 12 juillet, lors des marches du 12 juillet de l'Ordre d'Orange, de graves émeutes éclatent à Derry, Belfast et Dungiven, provoquant la fuite de nombreuses familles de Belfast. Un autre civil catholique, Francis McCloskey (67 ans), est décédé après avoir été frappé à la tête avec des matraques par des officiers de la RUC pendant les émeutes à Dungiven,.

## Bataille du Bogside
Cette agitation a culminé dans une bataille rangée à Derry du 12 au 14 août, connue sous le nom de Bataille du Bogside. Alors que le défilé annuel des Apprentice Boys of Derry, protestants loyalistes, longeait la limite du Bogside catholique, des jets de pierres ont éclaté. La RUC, à pied et dans des véhicules blindés, a repoussé la foule catholique et a tenté de pénétrer de force dans le Bogside, suivie par des loyalistes qui ont brisé les fenêtres des maisons catholiques. Des milliers d'habitants du Bogside se mobilisent pour défendre le quartier et repoussent la RUC à coups de pierres et de cocktail Molotov. Des barricades ont été construites, des ateliers de fabrication de cocktails molotov et des postes de secours ont été mis en place, et un émetteur radio ("Radio Free Derry") a diffusé des messages et appelé "tous les hommes valides d'Irlande qui croient en la liberté" à défendre le Bogside.

La police, débordée, en vint à jeter des pierres sur les Bogsiders, aidée en cela par les loyalistes. Ils ont tiré du gaz CS sur le Bogside - c'était la première fois que la police utilisait ce type de gaz au Royaume-Uni. Les Bogsiders craignaient que les B-Specials, les forces de police de réserve entièrement protestantes, ne soient envoyées sur place et ne massacrent les habitants catholiques. Le 13 août, la NICRA a appelé à des manifestations dans toute l'Irlande du Nord en soutien au Bogside, afin d'éloigner la police des combats qui s'y déroulaient. Le soir même, elle a publié une déclaration :

« Une guerre de génocide est sur le point d'éclater dans le Nord. L'ARC demande à tous les Irlandais de reconnaître leur interdépendance commune et appelle le gouvernement et les habitants des 26 comtés à agir maintenant pour empêcher une grande catastrophe nationale. Nous demandons instamment au gouvernement de prendre des mesures immédiates pour qu'une force de maintien de la paix des Nations unies soit envoyée à Derry. »

— (Original en anglais)

## Violence à Belfast
Belfast a une longue histoire d'émeutes entre catholiques et protestants. Depuis 1835, il y a eu au moins 15 émeutes majeures à Belfast, les plus violentes ayant eu lieu en 1864, 1886 et 1921. C'est à Belfast que les émeutes d'août 1969 ont été les plus violentes. Contrairement à Derry, les catholiques étaient minoritaires à Belfast et vivaient principalement dans des enclaves entourées de quartiers protestants. C'est pourquoi, alors qu'à Derry les combats opposaient principalement les nationalistes à la RUC, à Belfast, ils ont également impliqué des catholiques et des protestants, y compris des échanges de coups de feu et de nombreux incendies de maisons et d'entreprises.
Dans la nuit du 12 août, des groupes d'Apprentice Boys sont revenus à Belfast après avoir participé à la marche de Derry. Ils ont été accueillis par des pipe bands protestants et une grande foule de sympathisants. Ils ont ensuite marché jusqu'à Shankill Road en brandissant des drapeaux de l'Union et en chantant The Sash My Father Wore (La ceinture que portait mon père), une ballade loyaliste populaire.
Selon les journalistes Patrick Bishop et Eamonn Mallie, "les deux communautés étaient en proie à une paranoïa croissante quant aux intentions de l'autre. Les catholiques étaient convaincus qu'ils étaient sur le point d'être victimes d'un pogrom protestant ; les protestants qu'ils étaient à la veille d'une insurrection de l'IRA".

### Mercredi 13 août
Les premiers troubles à Belfast ont lieu dans la nuit du 13 août. Les activistes de Derry Eamonn McCann et Seán Keenan contactent Frank Gogarty de la NICRA pour organiser des manifestations à Belfast afin de détourner la police de Derry. Indépendamment, Billy McMillen, chef de l'IRA de Belfast, ordonne aux républicains d'organiser des manifestations "en soutien à Derry".
Pour protester contre les actions de la RUC à Derry, un groupe de 500 nationalistes organise une manifestation devant le poste de police de Springfield Road, où ils remettent une pétition. Après avoir remis la pétition, la foule, qui compte désormais entre 1 000 et 2 000 personnes, dont des membres de l'IRA tels que Joe McCann, entame une marche de protestation le long de Falls Road et de Divis Street jusqu'au poste de police de Hastings Street. À leur arrivée, une cinquantaine de jeunes se détachent de la marche et attaquent le poste de police à coups de pierres et de cocktail molotov,. Le RUC a réagi en déployant la police anti-émeute et en lançant des voitures blindées Shorland sur la foule. Les manifestants ont poussé des voitures en feu sur la route pour empêcher la RUC de pénétrer dans la zone nationaliste.
Dans la rue Leeson, à peu près à mi-chemin entre les deux commissariats, une voiture blindée Humber de la RUC a été attaquée à la grenade et au fusil,. À l'époque, on ignorait qui avait lancé l'attaque, mais il est apparu depuis qu'il s'agissait de membres de l'IRA, agissant sous les ordres du commandant de Belfast, Billy McMillen. Ce dernier a également autorisé des membres du Fianna Éireann (aile jeunesse de l'IRA) à attaquer le poste de police de Springfield Road à l'aide de cocktails molotov. Le poste a également essuyé des tirs et la police a répondu par des "tirs de sommation", blessant deux jeunes hommes.
Outre les attaques contre la RUC, la concession automobile du protestant Isaac Agnew, sur la Falls Road, a été détruite. La foule nationaliste a également incendié un pub et une boutique de paris appartenant à des catholiques. À ce stade, des foules loyalistes se sont rassemblées sur Shankill Road mais n'ont pas participé aux affrontements.

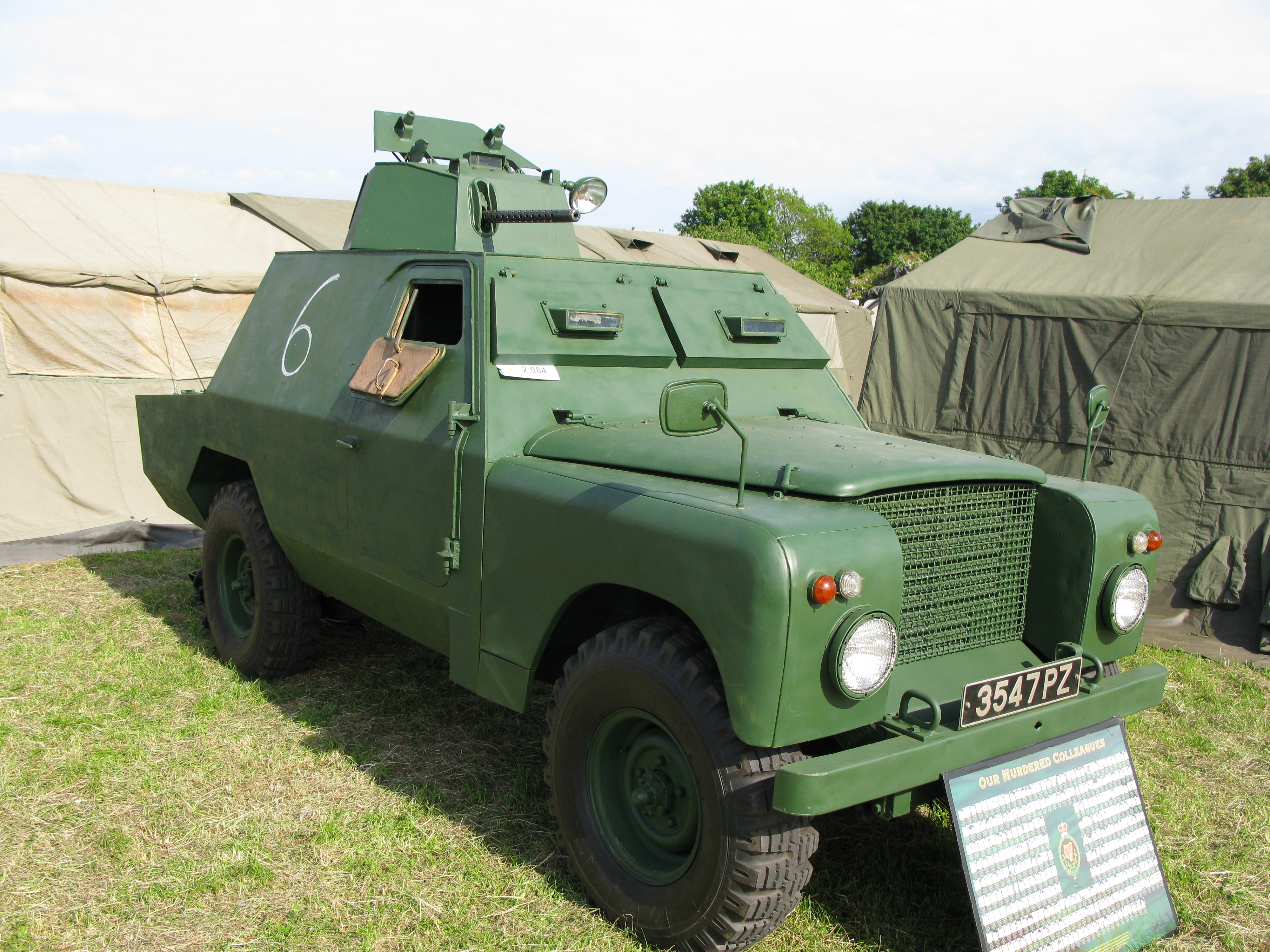
Un véhicule blindé Shorland. La RUC a utilisé des Shorland équipés de mitrailleuses Browning pendant les émeutes.

### Jeudi 14 août et début vendredi 15 août
Le 14 août, de nombreux catholiques et protestants vivant à proximité de points chauds sectaires ont fui leur domicile pour se mettre en sécurité.
Les loyalistes considèrent les attaques nationalistes de mercredi soir comme une tentative organisée par l'IRA "de saper la position constitutionnelle de l'Irlande du Nord au sein du Royaume-Uni". McMillen appela tous les membres de l'IRA disponibles pour des "tâches défensives" et envoya des groupes à Cupar Street, Divis Street et St Comgall's School sur Dover Street. Ils étaient au nombre de trente volontaires de l'IRA, douze femmes, quarante jeunes du Fianna et quinze à vingt filles. Leur armement se composait d'une mitraillette Thompson, d'une mitraillette Sten, d'un fusil Lee-Enfield et de six armes de poing. Une "petite usine" a également été installée dans Leeson Street pour fabriquer des cocktails molotov. Les ordres donnés au départ étaient de "disperser les gens qui essayaient de brûler des maisons, mais en aucun cas d'ôter la vie".

#### Interface Falls-Shankill à la rue Divis
Vers 19 heures, une foule de nationalistes des Falls s'est rassemblée devant le poste de police de Hastings Street et a commencé à l'attaquer à coups de pierres et de cocktails molotov pour la deuxième nuit. La police anti-émeute et les véhicules blindés ont dispersé les nationalistes et sont entrés dans le quartier de Falls. Depuis le toit des appartements Whitehall, qui font partie du complexe Divis, un groupe de nationalistes passe le reste de la nuit à lancer une pluie de missiles sur la police. Une chaîne de personnes se passait des pierres et des cocktails molotov du sol au toit.
Des foules loyalistes armées de cocktails molotov, de briques, de pierres, de bâtons aiguisés et de couvercles de poubelles se sont rassemblées dans les rues Dover et Percy. Sur Dover Street, la foule loyaliste est menée par le député unioniste d'Ulster John McQuade. Parmi eux se trouvait une bande de supporters de football loyalistes qui revenaient d'un match. Les loyalistes ont commencé à descendre ces rues vers le quartier catholique, attaquant les maisons et les commerces catholiques. Ils se sont heurtés aux nationalistes, qui s'étaient empressés de bloquer leurs rues à l'aide de barricades. Des combats ont éclaté entre les factions rivales vers 23 heures. Les catholiques ont affirmé que les B-Specials avaient été vus en train de donner des armes aux loyalistes, tandis que les journalistes ont rapporté avoir vu des loyalistes brandissant des piques au milieu des officiers de la RUC. Sur Percy Street, un loyaliste a ouvert le feu avec un fusil de chasse et les B-Specials ont aidé les loyalistes à repousser les nationalistes.
Vers 12h30, une unité de l'IRA ouvre le feu sur des officiers de la RUC et des loyalistes rassemblés à l'intersection de Dover et Divis Street, à la limite du quartier catholique. Le protestant Herbert Roy (26 ans) a été tué et trois officiers ont été blessés. La police répond par des rafales de mitraillettes Sterling. C'est alors que la RUC, croyant être confrontée à un soulèvement organisé de l'IRA, déploie des véhicules blindés Shorland équipés de mitrailleuses Browning, dont les balles de calibre 30 "déchiraient les murs comme s'il s'agissait de carton".

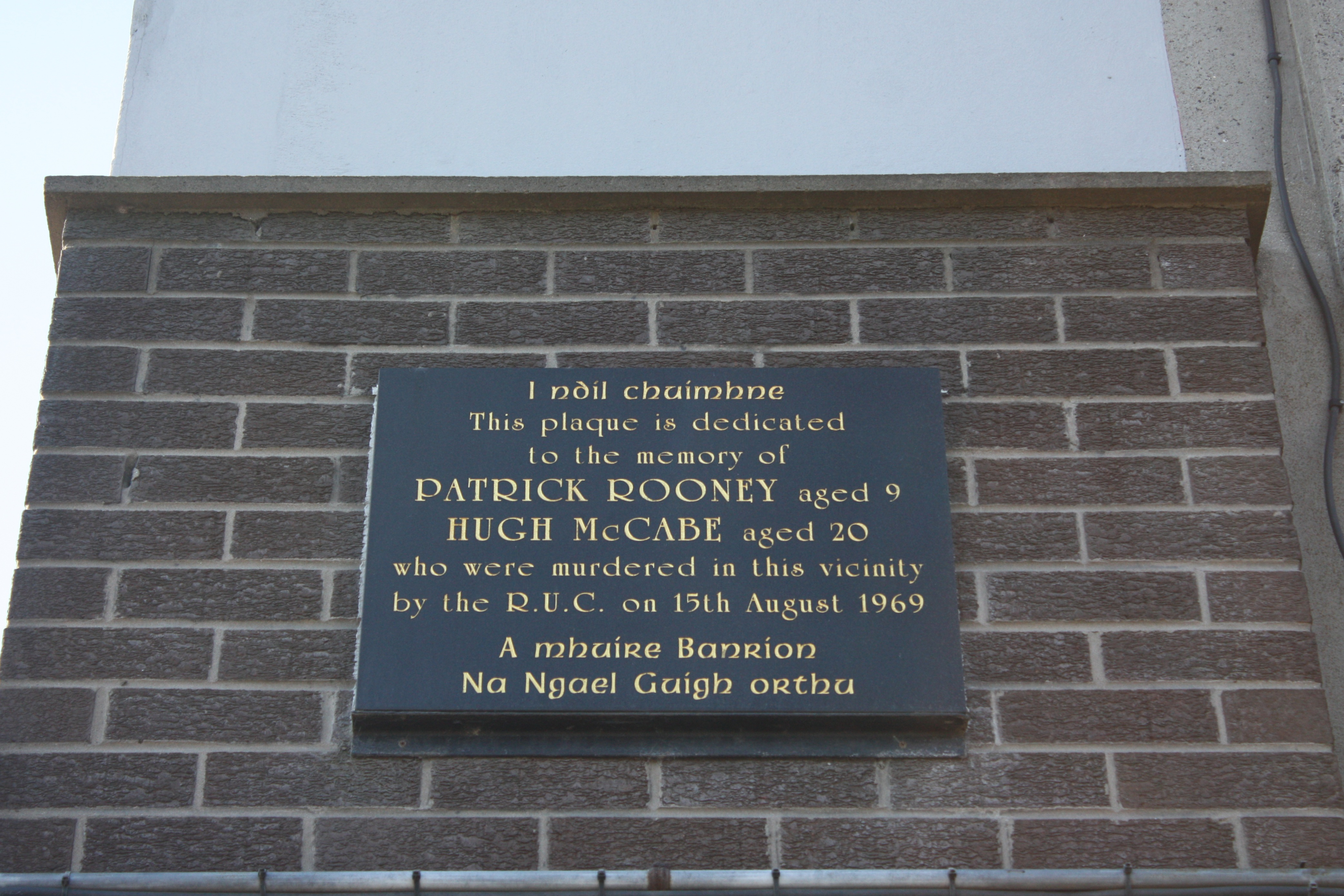
Plaque commémorative pour Patrick Rooney et Hugh McCabe à la Tour Divis

La RUC ayant essuyé des tirs à Divis Street, trois véhicules blindés Shorland ont été appelés sur les lieux. Les Shorland sont immédiatement attaqués par des coups de feu, un engin explosif et des cocktails molotov. La RUC pensait que les tirs provenaient du complexe de Divis. Les artilleurs à l'intérieur des Shorlands ont ouvert le feu avec leurs mitrailleuses lourdes. Au moins treize appartements du Divis ont été touchés par des tirs à grande vitesse. Un garçon de neuf ans, Patrick Rooney, a été tué par les tirs de mitrailleuses de la police alors qu'il était couché dans l'un des appartements. Il s'agit du premier enfant tué au cours de ces violences.
Le député républicain travailliste de Belfast Central, Paddy Kennedy, qui se trouvait sur les lieux, a téléphoné au quartier général de la RUC et a demandé au ministre de l'Intérieur d'Irlande du Nord, Robert Porter, de retirer les Shorlands et de cesser les tirs. Porter lui répond que c'est impossible car "toute la ville est en rébellion". Porter dit à Kennedy que le poste de police de Donegall Street est sous un feu nourri de mitrailleuses. En fait, il n'a pas été dérangé pendant toute la durée des émeutes.
Vers 1 heure du matin, des tireurs d'élite de la police, postés sur le toit de la gare de Hastings Street, tirent dix-huit coups de fusil sur des émeutiers installés sur le toit des appartements de Whitehall. Ces tirs ont tué Hugh McCabe (20 ans), un soldat catholique de l'armée britannique qui était en permission,, et ont blessé plusieurs autres personnes. Les tireurs d'élite de la police ont affirmé avoir répondu à des tirs provenant du toit des appartements de Whitehall, bien que des témoins aient nié que quiconque sur le toit était armé.

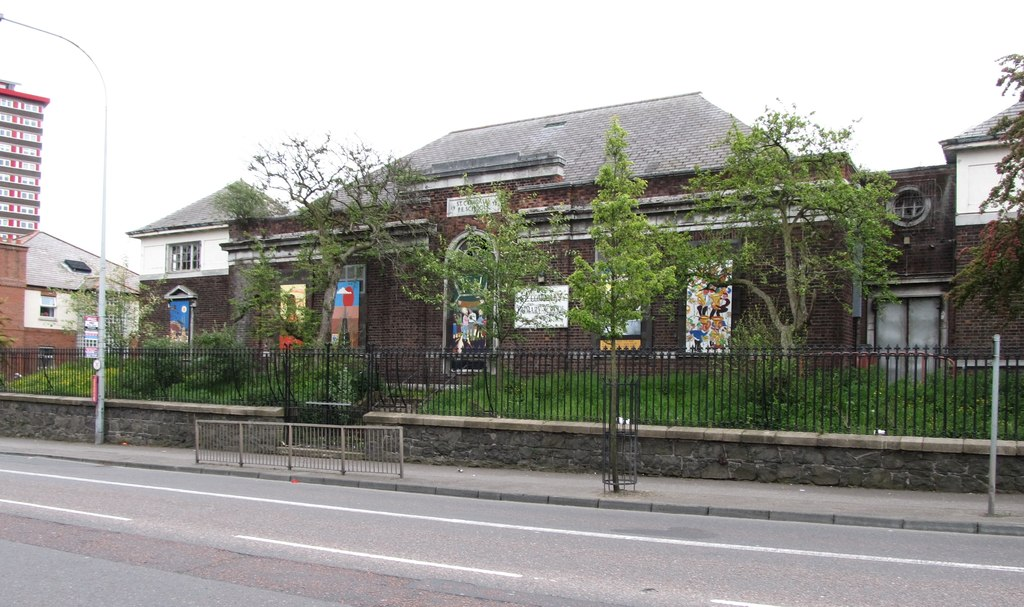
École St Comgall, rue Divis

Quelque temps après le meurtre de Hugh McCabe, environ 200 loyalistes attaquèrent Divis Street et commencèrent à brûler les maisons catholiques qui s'y trouvaient. Une unité de six volontaires de l'IRA se trouvant dans l'école St Comgall's leur a tiré dessus avec un fusil, une mitraillette Thompson et des pistolets ; ils ont repoussé les assaillants et en ont blessé huit. Un Shorland de la RUC arrive alors et ouvre le feu sur l'école. Les tireurs de l'IRA ripostent et parviennent à s'enfuir.

#### Interface Falls-Shankill à Clonard
À l'ouest de St. Comgall's, les loyalistes de Shankill ont franchi les barricades nationalistes de Conway Street et ont brûlé les deux tiers des maisons. Les catholiques ont affirmé que la RUC les avait retenus pendant que les loyalistes brûlaient leurs maisons. Le rapport Scarman a établi que des officiers de la RUC se trouvaient dans Conway Street lorsque les maisons ont été incendiées, mais qu'ils "n'ont pris aucune mesure efficace". Le journaliste Max Hastings a écrit que les loyalistes de Conway Street avaient supplié la RUC de leur donner leurs armes.

#### Ardoyne
La Crumlin Road, dans le nord de Belfast, marque la frontière entre le quartier protestant/loyaliste de Woodvale, au sud, et le quartier catholique/nationaliste d'Ardoyne, au nord. Selon le tribunal Scarman, vers 22h30, une "bataille rangée" a éclaté sur la Crumlin Road entre des membres des deux communautés. La RUC a lancé des charges à la matraque dans les rues catholiques, utilisant un véhicule blindé Humber pour briser les barricades qui avaient été érigées,. Le tribunal Scarman a constaté qu'ils étaient suivis par une foule de loyalistes, qui auraient lancé des cocktails molotov sur les catholiques "au-dessus de la tête des officiers de la RUC". Les nationalistes ont jeté des pierres et des cocktails molotov sur la RUC, et des tirs de nationalistes ont été signalés en provenance de Herbert Street. La police a réagi en tirant avec une mitraillette Sterling sur plusieurs maisons de la rue, tuant un civil catholique, Samuel McLarnon (27 ans). Un rapport du Police Ombudsman for Northern Ireland a conclu par la suite que "cette action était disproportionnée et présentait un risque pour la vie des civils".
Sur Butler Street, un véhicule Humber a été touché par des cocktails molotov, a pris feu et s'est immobilisé. Lorsque les officiers de la RUC en sont sortis, ils auraient essuyé des tirs de la foule nationaliste. Un chef de police a demandé à ses officiers de tirer une salve d'avertissement au-dessus des têtes de la foule, ce qu'ils ont fait avec des mitraillettes et des revolvers Sterling. Lorsque les tirs contre la police se sont poursuivis, il a ordonné à ses officiers de "tirer pour l'effet" (c'est-à-dire pour blesser ou tuer). Michael Lynch (28 ans), un civil catholique, a été tué. Dix autres personnes, toutes catholiques, ont été blessées par des tirs dans le quartier cette nuit-là.

### Vendredi 15 août
Le matin du 15 août, de nombreuses familles catholiques du centre de Belfast se sont réfugiées à Andersonstown, à la périphérie ouest de la ville, pour échapper aux émeutes. Selon Bishop et Mallie, "les perceptions des deux camps sur les intentions de l'autre étaient devenues si déformées que les protestants pensaient que les catholiques préparaient le terrain pour une nouvelle tentative d'insurrection dans la soirée".
Le vendredi 15 août, à 4h30 du matin, le commissaire de police de Belfast demande une aide militaire. Dès les premières heures du vendredi, la RUC s'est repliée sur ses bases pour les défendre. Les zones d'interface ont donc été laissées sans surveillance pendant une demi-journée jusqu'à l'arrivée de l'armée britannique. Le commissaire de police adjoint avait supposé que l'armée serait déployée vers 10 ou 11 heures. À 12 h 25 cet après-midi-là, le cabinet d'Irlande du Nord a finalement envoyé une demande d'aide militaire au ministère de l'Intérieur à Londres. Cependant, il faudra attendre encore neuf heures avant que l'armée n'arrive à l'interface Falls-Shankill, où elle est nécessaire. De nombreux catholiques ont le sentiment d'avoir été laissés à la merci des loyalistes par les forces de l'État censées les protéger.
L'IRA de Belfast, dont les effectifs et l'armement étaient limités au début des émeutes, était également épuisée et à court de munitions. McMillen et dix-neuf autres républicains ont été arrêtés par la RUC tôt le 15 août en vertu de la loi sur les Special Power Act.

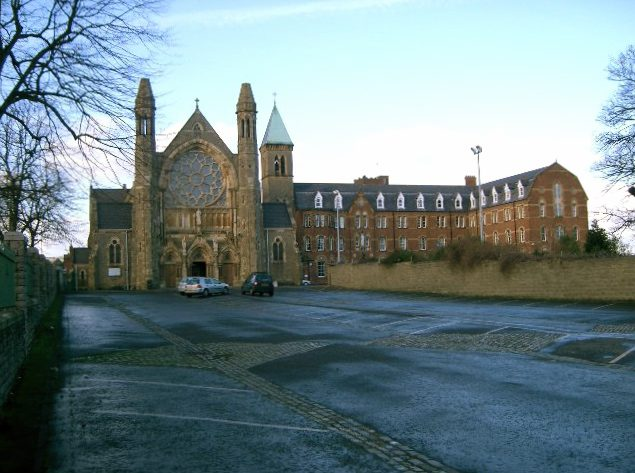
De violentes émeutes ont éclaté dans les rues autour du monastère de Clonard (photo), où des centaines de maisons catholiques ont été brûlées.

#### Interface Falls-Shankill à Clonard
Le 15 août, la violence s'est poursuivie le long de l'interface Falls-Shankill. Le père PJ Egan, du monastère de Clonard, a rappelé qu'une grande foule loyaliste s'est déplacée dans la rue Cupar vers 15 heures et a été confrontée à des jeunes nationalistes. Les tirs ont commencé vers 15h45. Le père Egan a affirmé que lui-même et d'autres prêtres du monastère de Clonard avaient appelé au moins quatre fois la RUC à l'aide, mais que celle-ci n'était pas venue.
Un petit groupe de l'IRA, dirigé par Billy McKee, était présent et disposait de deux fusils de calibre 22. Ils échangèrent des coups de feu avec un tireur d'élite loyaliste qui tirait depuis une maison de Cupar Street, mais ne parvinrent pas à le déloger, ni à mettre fin à l'incendie des maisons catholiques dans la région,. Presque toutes les maisons de Bombay Street ont été brûlées par les loyalistes, et de nombreuses autres ont été brûlées sur Kashmir Road et Cupar Street, ce qui constitue la destruction la plus importante de biens pendant les émeutes. Un tireur d'élite loyaliste a abattu Gerald McAuley (15 ans), membre de la Fianna, alors qu'il aidait les gens à fuir leurs maisons sur Bombay Street.
Vers 18h30, le Royal Regiment of Wales a été déployé sur la Falls Road,, où il a été accueilli par des applaudissements et des acclamations discrètes. Cependant, malgré les supplications des catholiques locaux, ils n'ont pas pénétré dans les rues attaquées. Vers 21 h 35 ce soir-là, les soldats ont finalement pris position à l'interface flamboyante et ont bloqué les rues avec des barricades de fil de fer barbelé. Le père Egan se souvient que les soldats ont demandé aux loyalistes de se rendre, mais que ceux-ci ont commencé à tirer et à lancer des cocktails molotov. Les soldats ne pouvaient riposter que sur ordre d'un officier, lorsque des vies étaient directement menacées. Les loyalistes ont continué à tirer et ont brûlé d'autres maisons appartenant à des catholiques sur Bombay Street, mais les soldats les ont arrêtés en utilisant des gaz lacrymogènes.

#### Ardoyne
Les soldats n'ont pas été déployés à Ardoyne et les violences s'y sont poursuivies dans la nuit de vendredi à samedi. Les nationalistes ont détourné cinquante bus du dépôt local, les ont incendiés et les ont utilisés comme barricades de fortune pour bloquer l'accès à Ardoyne. Un civil protestant, David Linton (48 ans), a été abattu par des hommes armés de l'IRA au carrefour de Palmer Street/Crumlin Road. Plusieurs maisons appartenant à des catholiques sont incendiées dans Brookfield Street. Le rapport Scarman révèle qu'un véhicule blindé de la RUC se trouvait à proximité lorsque Brookfield Street a été incendiée, mais qu'il n'est pas intervenu.
Dans la soirée du 16 août, l'armée britannique est déployée sur Crumlin Road. Par la suite, la violence s'est apaisée pour laisser place à ce que le rapport Scarman a appelé "le calme de l'épuisement". C'est à peu près à cette date que Joe Cahill, dirigeant de longue date de l'IRA, a pu se rendre (avec d'autres) dans le sud de l'Irlande et se procurer des armes auprès d'un autre dirigeant de l'IRA, John Joe McGirl.

## Perturbations ailleurs
Pour venir en aide aux Bogsiders, l'exécutif de la NICRA a appelé à des manifestations dans les villes d'Irlande du Nord. Le rapport Scarman conclut que la propagation des troubles "doit beaucoup à la décision délibérée de certains groupes minoritaires de relâcher la pression de la police sur les émeutiers de Londonderry". Il incluait la NICRA parmi ces groupes.
Dans la soirée du 11 août, une émeute a éclaté à Dungannon après une manifestation de la NICRA. Elle a été réprimée après que la RUC a chargé les émeutiers nationalistes à coups de matraque dans Irish Street. Des plaintes ont été déposées pour violences policières. La nuit suivante, les républicains attaquent les postes de police de Coalisland, Strabane et Newry. D'autres émeutes ont eu lieu le 13 août à Dungannon, Coalisland, Dungiven, Newry et Armagh. À Coalisland, les B-Specials ouvrent le feu sur les émeutiers sans ordre, mais reçoivent immédiatement l'ordre de s'arrêter.
Le 14 août, les émeutes se poursuivent à Dungannon, Armagh et Newry. À Dungannon et Armagh, les B-Specials ouvrent à nouveau le feu sur les émeutiers. Ils tirent vingt-quatre fois sur Cathedral Road à Armagh, tuant un civil catholique, John Gallagher, et en blessant deux autres,. À Newry, les émeutiers nationalistes encerclent le poste de police et l'attaquent avec des cocktails molotov. À Crossmaglen, le 17 août, l'IRA attaque le poste de police et se retire après un échange de coups de feu.

## Réactions
Le 13 août, le Taoiseach (Premier ministre irlandais) Jack Lynch a prononcé un discours télévisé dans lequel il a déclaré que les forces de défense irlandaises mettaient en place des hôpitaux de campagne le long de la frontière irlandaise et a appelé à une intervention de l'ONU. Il a déclaré :

« Il est évident que le gouvernement de Stormont ne contrôle plus la situation. En effet, la situation actuelle est le résultat inévitable des politiques menées depuis des décennies par les gouvernements successifs de Stormont. Il est également évident que le gouvernement irlandais ne peut plus rester les bras croisés et voir des innocents blessés, voire pire. Il est évident que la R.U.C. n'est plus acceptée comme une force de police impartiale. Le gouvernement irlandais a donc demandé au gouvernement britannique de s'adresser immédiatement aux Nations unies pour obtenir l'envoi urgent d'une force de maintien de la paix [...] Nous avons également demandé au gouvernement britannique de veiller à ce que les attaques de la police contre les habitants de Derry cessent immédiatement. »

— (Original en Anglais)
Lorsque le gouvernement irlandais s'est réuni les 14 et 15 août, il a décidé d'envoyer des troupes pour protéger les hôpitaux de campagne et d'appeler les réserves de l'armée de première ligne "en vue d'une participation à des opérations de maintien de la paix". Cette décision, ainsi que la déclaration de Lynch, ont alimenté les rumeurs selon lesquelles les troupes irlandaises étaient sur le point de franchir la frontière et d'intervenir. Le 16 août, trois députés nationalistes irlandais du parlement d'Irlande du Nord - Paddy Kennedy, Paddy Devlin et Paddy O'Hanlon - se rendent au ministère irlandais des affaires étrangères à Dublin et demandent au gouvernement irlandais d'envoyer des armes pour protéger les catholiques d'Irlande du Nord, mais ils essuient un refus.

Le premier ministre d'Irlande du Nord, James Chichester-Clark, a réagi : "Dans cette situation grave, le comportement du gouvernement de Dublin a été déplorable et taillé sur mesure pour enflammer l'opinion des deux côtés". Le 14 août, il a déclaré devant le Parlement d'Irlande du Nord :

« Il ne s'agit pas de l'agitation d'une minorité cherchant à faire valoir ses droits politiques par des moyens légaux. Il s'agit d'une conspiration de forces qui cherchent à renverser un gouvernement démocratiquement élu par une large majorité. Je ne sais pas ce que les adolescents hooligans recherchent au-delà des coups de pied bon marché. Mais ce dont je suis certain, c'est qu'ils sont manipulés et encouragés par ceux qui cherchent à discréditer et à renverser ce gouvernement »

M. Chichester-Clark a nié que son gouvernement ne faisait pas assez pour mettre en œuvre les réformes demandées par le mouvement des droits civiques, ou que cela était une cause de la violence. Il a plutôt déclaré : "La véritable cause du désordre se trouve dans les activités d'éléments républicains extrêmes et d'autres personnes déterminées à renverser notre État".

Le 23 août, le cardinal catholique William Conway, ainsi que les évêques catholiques de Derry, Clogher, Dromore, Kilmore et Down & Connor, ont publié une déclaration comprenant les éléments suivants :

« Le fait est que jeudi et vendredi de la semaine dernière, les quartiers catholiques de Falls et d'Ardoyne ont été envahis par des foules équipées de mitrailleuses et d'autres armes à feu. Une communauté pratiquement sans défense a été balayée par des coups de feu et les rues des maisons catholiques ont été systématiquement incendiées. Nous rejetons totalement l'hypothèse selon laquelle l'origine de la tragédie de la semaine dernière serait une insurrection armée. »

Le parti républicain irlandais, Sinn Féin, a publié une déclaration disant : "Les événements actuels dans les Six Comtés sont le résultat de cinquante ans de régime britannique. Les revendications en matière de droits civiques, aussi modérées soient-elles, nous ont montré que le régime unioniste est incompatible avec la démocratie [...] La question n'est plus celle des droits civiques, mais celle de la poursuite du régime britannique en Irlande".
Les représentants des gouvernements britannique et nord-irlandais, dont Chichester-Clark et le Premier ministre britannique Harold Wilson, ont tenu une réunion de deux jours au 10 Downing Street, à partir du 19 août. Un communiqué et une déclaration ont été publiés à la fin de la première journée. Il réaffirme que l'Irlande du Nord continuera à faire partie du Royaume-Uni à moins que le peuple d'Irlande du Nord n'en décide autrement, et que les gouvernements d'Irlande du Nord et de Grande-Bretagne sont seuls responsables des affaires de l'Irlande du Nord. Le gouvernement irlandais n'a pas réussi à faire voter une résolution sur l'Irlande du Nord à l'ONU.
Fin août, le gouvernement d'Irlande du Nord annonce la mise en place d'une enquête sur les émeutes, présidée par le juge Scarman (et connue sous le nom d'"enquête Scarman"). Une commission présidée par le baron Hunt est également mise en place pour envisager une réforme du RUC et des B-Specials, qui aboutira à la dissolution de ces derniers.

## Victimes et réfugiés
Les émeutes se sont calmées le dimanche 17 août. À la fin des émeutes :
- Huit personnes ont été tuées, dont[8] :
  - Cinq catholiques abattus par la RUC
  - Deux protestants abattus par des tireurs nationalistes
  - Un membre du Fianna abattu par des tireurs loyalistes
- Plus de 750 personnes ont été blessées[59] - 133 (72 catholiques et 61 protestants) des personnes blessées l'ont été par balle[59].
- Plus de 150 maisons catholiques[60] et plus de 275 entreprises ont été détruites - 83 % des bâtiments détruits appartenaient à des catholiques[59].

En juillet, août et septembre 1969, plus de 1 820 familles ont été contraintes de fuir leur domicile, dont :
- 1 505 familles catholiques
- 315 familles protestantes

Les catholiques ont généralement traversé la frontière pour se réfugier en république d'Irlande, tandis que les protestants ont généralement fui vers l'est de Belfast. Les forces de défense irlandaises ont établi des camps de réfugiés dans la République - à un moment donné, le camp de réfugiés de Gormanston a accueilli 6 000 réfugiés d'Irlande du Nord.

## Effets à long terme

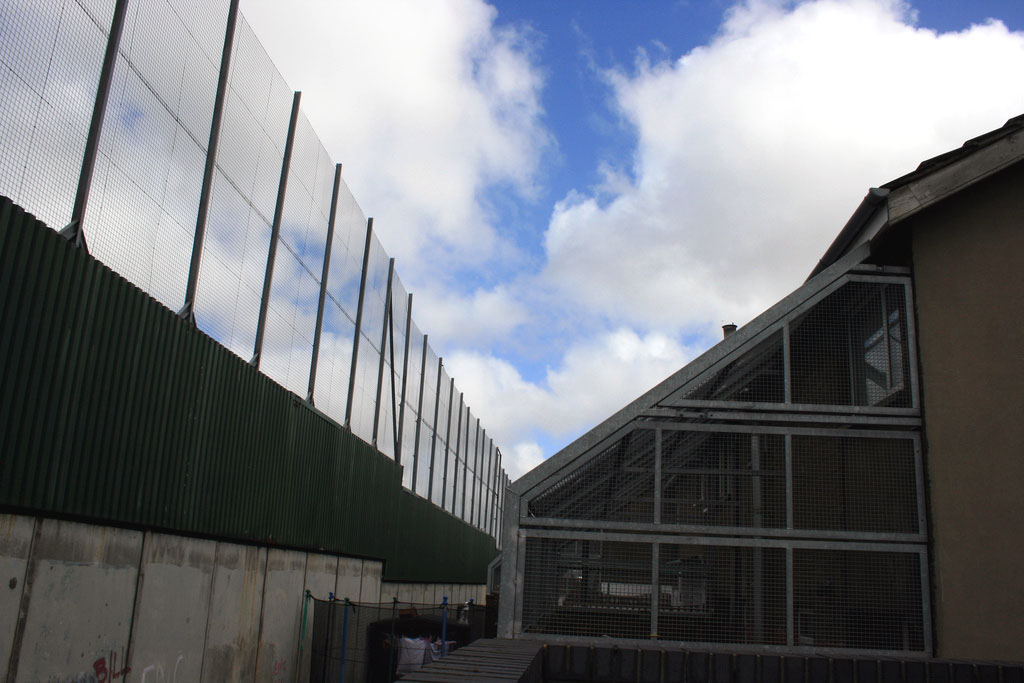
Le "mur de la paix" moderne de Bombay Street à Belfast, vue du côté catholique/nationaliste irlandais. Ceci est la vue de l'arrière d'une maison.

Les émeutes du mois d'août ont été les plus violentes que l'Irlande du Nord ait connues depuis le début des années 1920. De nombreux protestants, loyalistes et unionistes ont estimé que ces violences montraient le vrai visage du mouvement catholique pour les droits civiques - une façade pour l'IRA et l'insurrection armée. Le déploiement des troupes britanniques a suscité chez eux des sentiments mitigés. Eddie Kinner, un habitant de Dover Street qui rejoindra plus tard l'UVF, se souvient parfaitement des troupes défilant dans sa rue avec des baïonnettes fixes et des casques en acier ; lui et ses voisins avaient l'impression d'être envahis par leur "propre armée".
Les catholiques et les nationalistes, quant à eux, ont considéré les émeutes (en particulier à Belfast) comme une attaque des loyalistes et des forces de l'État contre leur communauté. Ces émeutes sont souvent citées comme le début des Troubles. La violence s'est fortement intensifiée en Irlande du Nord après ces événements, avec la formation de nouveaux groupes paramilitaires dans les deux camps, notamment l'Armée républicaine irlandaise provisoire (IRA) en décembre de la même année. Du côté loyaliste, l'UVF a été galvanisée par les émeutes et, en 1971, un autre groupe paramilitaire, l'Ulster Defence Association (UDA), a été fondé à partir d'une coalition de militants loyalistes actifs depuis août 1969. Les plus importants d'entre eux sont la Woodvale Defence Association (WDA), dirigée par Charles Harding Smith, et la Shankill Defence Association (SDA), dirigée par John McKeague, qui sont responsables de l'organisation de la violence loyaliste lors des émeutes. Alors que les milliers de soldats britanniques envoyés en Irlande du Nord étaient initialement considérés comme une force neutre, ils ont rapidement été entraînés dans la violence de la rue et, en 1971, ils consacraient l'essentiel de leur attention à la lutte contre les paramilitaires républicains[citation nécessaire].

### Armée Républicaine Irlandaise
Le rôle de l'IRA dans les émeutes a longtemps été contesté. À l'époque, l'organisation a été tenue pour responsable des violences par les autorités nord-irlandaises. Cependant, elle était mal préparée pour défendre les quartiers nationalistes de Belfast, ne disposant que de peu d'armes et de membres sur le terrain. L'enquête Scarman a conclu :

« Il ne fait aucun doute que l'IRA a exercé une influence au sein de la DCDA (Derry Citizens' Defence Association) à Londonderry, dans les quartiers d'Ardoyne et de Falls Road à Belfast, ainsi qu'à Newry. Mais ce n'est pas elle qui a déclenché les émeutes, ni qui les a planifiées : en fait, il est prouvé que l'IRA a été prise par surprise et qu'elle a fait moins que ce que beaucoup de ses partisans pensaient qu'elle aurait dû faire. »

— (Original en anglais)
Dans les zones catholiques, l'IRA aurait été accusée de ne pas avoir protégé des quartiers comme Bombay Street et Ardoyne contre les incendies. Un prêtre catholique, le père Gillespie, a rapporté qu'à Ardoyne, l'IRA était tournée en dérision dans des graffitis sous le nom de "I Ran Away" (je me suis enfui). Les vétérans de l'IRA de l'époque, qui ont parlé aux auteurs Brian Hanley et Scott Millar, ont toutefois contesté cette affirmation. L'un d'eux, Sean O'Hare, a déclaré : "Je ne l'ai jamais vu écrit sur un mur. Ce n'était pas l'attitude. Les gens se sont rangés derrière l'IRA, ils l'ont soutenue à 100 %". Un autre, Sean Curry, se souvient que "certaines personnes étaient un peu en colère, mais la plupart ont fait l'éloge de ceux qui ont défendu la zone. Ils savaient que si les hommes n'étaient pas là, la zone n'aurait pas été défendue".
À l'époque, l'IRA a publié une déclaration le 18 août, affirmant qu'elle était "en action à Belfast et à Derry" et que "des unités entièrement équipées avaient été envoyées à la frontière". Elle a été "contrainte à contrecœur d'entrer en action par les bandes de meurtriers orangistes" et a averti l'armée britannique que si elle "était utilisée pour réprimer [sic] les demandes légitimes du peuple, elle devrait en assumer les conséquences" et a exhorté le gouvernement irlandais à envoyer l'armée irlandaise de l'autre côté de la frontière. Cathal Goulding, chef d'état-major de l'IRA, envoie de petites unités de Dublin, Cork et Kerry dans les comtés frontaliers de Donegal, Leitrim et Monaghan avec l'ordre d'attaquer les postes de la RUC en Irlande du Nord et d'atténuer la pression exercée par Belfast et Derry. Au total, 96 armes et 12 000 munitions ont également été envoyées dans le Nord.
Néanmoins, le mauvais état des armes et des capacités militaires de l'IRA en août 1969 a conduit à une scission amère au sein de l'IRA à Belfast. Selon Hanley et Millar, "les dissensions antérieures au mois d'août [1969] ont été fortement marquées par l'émotion". En septembre 1969, un groupe d'hommes de l'IRA dirigé par Billy McKee et Joe Cahill déclare qu'il ne recevra plus d'ordres de la direction de l'IRA à Dublin, ni de Billy McMillen (son commandant à Belfast), parce qu'il n'a pas fourni suffisamment d'armes ou de plans pour défendre les zones catholiques. En décembre 1969, ils se séparent pour former l'IRA "provisoire" et promettent de défendre les zones contre les attaques des loyalistes et de la RUC. L'autre aile de l'IRA est connue sous le nom d'IRA "officielle". Peu après sa formation, l'IRA provisoire a lancé une campagne offensive contre l'État d'Irlande du Nord[citation nécessaire].

### La RUC et l'USC
Les actions de la police lors des émeutes sont peut-être la question la plus controversée découlant des troubles. Les nationalistes affirment que la RUC a agi avec une partialité flagrante, en aidant les loyalistes qui attaquaient les quartiers catholiques. Il a également été fortement suggéré que la police savait quand les attaques loyalistes allaient se produire et semblait disparaître de certains quartiers catholiques peu de temps avant que les foules loyalistes n'attaquent. Cette perception a discrédité la police aux yeux de nombreux catholiques/nationalistes et a permis plus tard à l'IRA de prendre en charge le maintien de l'ordre dans les zones catholiques. Dans son étude From Civil Rights to Armalites, l'auteur nationaliste Niall Ó Dochartaigh affirme que les actions de la RUC et de l'USC (B-Specials) ont été un facteur clé dans l'aggravation du conflit. Il écrit :

« Dès le départ, la réponse de l'État et de ses forces de l'ordre à la mobilisation catholique a suscité beaucoup plus de colère et d'activisme que les questions autour desquelles la mobilisation avait commencé. Le comportement de la police et son interaction avec les manifestants loyalistes ont probablement davantage contribué à mobiliser politiquement de larges pans de la communauté catholique que n'importe lequel des autres griefs. »

— (Original en anglais)
L'enquête Scarman a conclu que la RUC avait commis des "fautes graves" à au moins six reprises au cours des émeutes. Elle a notamment critiqué l'utilisation par la RUC de mitrailleuses lourdes Browning dans les zones bâties, son incapacité à empêcher les protestants de brûler les maisons catholiques et son retrait des rues bien avant l'arrivée de l'armée. Toutefois, le rapport Scarman conclut que "sans aucun doute, des erreurs ont été commises et certains officiers ont parfois mal agi. Mais l'idée générale d'une force partisane coopérant avec des foules protestantes pour attaquer des catholiques est dénuée de toute substance, et nous la rejetons totalement". Le rapport affirme que la RUC manquait d'effectifs, qu'elle était mal dirigée et que sa conduite lors des émeutes s'expliquait par le fait qu'elle croyait avoir affaire à un soulèvement coordonné de l'IRA. La dispersion par la RUC des émeutiers loyalistes à Belfast, du 2 au 4 août, a été citée à l'appui de l'impartialité de la force.

Le rapport Scarman a déclaré à propos des B-Specials :

« De graves objections, bien comprises par les autorités, s'opposaient à l'utilisation de l'USC dans les troubles communautaires. En 1969, l'USC ne comptait aucun catholique, mais était une force issue de la section protestante de la communauté. Les catholiques se méfiaient totalement de l'USC, qu'ils considéraient comme le bras armé de l'ascendant protestant, et elle ne pouvait pas se montrer dans une zone catholique sans attiser les tensions. De plus, ils n'étaient ni formés ni équipés pour lutter contre les émeutes. »

— (Original en anglais)
Le rapport constate que les B-Specials ont tiré sur des manifestants catholiques à Dungiven, Coalisland, Dungannon et Armagh, faisant des victimes, ce qui "était une chose imprudente et irresponsable à faire". Elle a constaté que les B-Specials s'étaient parfois rangés du côté des foules loyalistes. Il a été rapporté que des membres des B-Specials avaient été aperçus se cachant parmi des foules loyalistes, utilisant des manteaux pour dissimuler leurs uniformes. Néanmoins, le rapport Scarman a conclu qu'"il n'y a pas de raison de désigner l'USC mobilisée comme coupable de mauvaise conduite".

## Voir également
- Émeutes de Belfast de 1886
- Exercice Armageddon
- The Night We Burned Ardoyne
- Bloody Sunday (1921)
- Confrontation de Drumcree
- Émeutes de Coalisland de 1992
- Emeutes de 1997 en Irlande du Nord
- Mouvements sociaux de 1968 dans le monde